# Ludwig Redtenbacher
Ludwig Redtenbacher (Kirchdorf an der Krems, 10 giugno 1814 – Vienna, 8 febbraio 1876) è stato un entomologo austriaco.

## Biografia
Era il fratello del chimico Josef Redtenbacher (1810-1870). Dal 1833 al 1838, studiò medicina all'Università di Vienna, diventando un tirocinante nel 1840. Nel 1843, conseguì il dottorato in medicina. Nel 1851 divenne professore di zoologia a Praga e, dal 1860, fu direttore del Museo di storia naturale di Vienna.
Redtenbacher lavorò principalmente sui coleotteri austriaci.
Ha anche descritto molti dei coleotteri raccolti da Ida Pfeiffer (1797-1858). Scrisse una parte di Reisen in Europa, Asien und Afrika  (Viaggi in Europa, Asia e Africa) di Joseph Russegger in Europa.

## Opere
- Die Gattungen der deutschen Käfer-Fauna nach der analytischen Methode, 1845 - Genera of German beetle fauna via the "analytical method".[1]
- Reise der österreichischen Fregatte Novara um die Erde in den Jahren 1857, 1858, 1859 unter den befehlen des Commodore B. von Wüllerstorf-Urbair. Zoologischer Theil. Zweiter Band: Coleopteren. 249 pp., illus. (1868)
- Fauna Austriaca. Die Käfer, nach der analytischen Methode bearbeitet. Wien: Karl Gerold 1st Edn. xxvii 883 pp. (1849). Second expanded and revised edition 1858, third edition 1874.